# Josephine Blesch
Josephine Blesch (* 8. Oktober 1886 in Königheim (Baden); † 22. Juli 1981 in Berlin) war eine deutsche Ministerialbeamtin, Außenpolitik-Expertin und Publizistin. Sie war die erste Frau, die als Pressesprecherin eines deutschen Reichsministeriums berufen wurde. In der Weimarer Republik gehörte sie zur katholischen Zentrumspartei, in der Nachkriegszeit zu den Gründerkreisen der Berliner CDU.

## Leben

### Ausbildung
Ihre Eltern waren der Wildbrethändler Franz Blesch und Marie Anna Blesch geb. Stephan. Katholisch getauft, besuchte sie von 1892 bis 1897 die Volksschule, dann bis 1902 die Töchterschule in Würzburg. Sie verbrachte fast drei Jahre in Frankreich und eineinhalb Jahre in Italien. Die Auslandserfahrung und Fremdsprachenkenntnisse sollten für sie beruflich sehr wichtig werden. Sie erhielt ein Jahr lang privaten Vorbereitungsunterricht, um anschließend von 1909 bis 1911 die Mädchen-Gymnasialkurse in München besuchen zu können. Am humanistischen Königlichen Wittelsbacher-Gymnasium in München legte sie das Abitur ab. Sie studierte Geschichte, germanische Philologie und Philosophie an den Universitäten Würzburg (1911–1912), Freiburg i. Br. (1912–1914) und Berlin (1914–1916).
An der Philosophischen Fakultät der Friedrich-Wilhelms-Universität zu Berlin wurde sie im Juli 1916 bei dem Historiker Friedrich Meinecke promoviert (Koreferent Otto Hintze). Das Thema ihrer Dissertation war die politische Biografie und Publizistik des deutsch-dänischen Schriftstellers, Journalisten, politischen Oppositionellen und Aktivisten der Burschenschafts-Bewegung, Ferdinand Johannes Wit von Dörring. Die Doktorarbeit wurde 1916 zunächst als 50-Seiten-Kurzversion veröffentlicht. Ein Jahr später kam sie als 100-Seiten-Buch in Meineckes bekannter Buchreihe „Abhandlungen zur Mittleren und Neueren Geschichte“ heraus.
Blesch heiratete nicht und blieb ledig.

### Politische Arbeit und Publizistik in der Weimarer Republik
Im Anschluss an ihre Berliner Promotion wurde die Historikerin Mitarbeiterin des Reichstagsabgeordneten Matthias Erzberger (Zentrum), der sich energisch und öffentlichkeitswirksam für die Friedensresolution des Reichstages einsetzte. Sie schrieb Analysen und Ausarbeitungen, insbesondere zur Frage nach einer Lösung des deutsch-französischen Konflikts um das Reichsland Elsass-Lothringen. Daraus entstanden mehrere Publikationen. Sie erarbeitete sich in den folgenden Jahren überparteilich in Fachkreisen einen Ruf als zuverlässige, sichere und fleißige Expertin; der spätere Außenminister Gustav Stresemann (DVP) nannte sie ein „wandelndes Archiv“.
Nach Erzbergers Ermordung 1921 arbeitete sie für den Zentrumspolitiker Joseph Wirth, der (als Nachfolger Erzbergers) Reichsfinanzminister geworden und 1921–22 Reichskanzler war. Wirth, der intensiv mit der Sowjetunion verhandelte und den Vertrag von Rapallo abschloss, zählte als Außenpolitiker, auch als Reichstagsabgeordneter, auf die Mitarbeit Bleschs, die das Baltikum (vor allem Litauen) und die Sowjetunion bereiste. Als Wirth ab 1926 gemeinsam mit Ludwig Haas (DDP) und Paul Löbe (SPD) die Zeitschrift Deutsche Republik herausgab, wurde Blesch Redakteurin und Autorin zu Themen wie Völkerbund, Abrüstung, Reparationen, Locarno-Pakt und Ostpolitik. Sie plädierte etwa für eine pragmatische Zusammenarbeit mit Josef Stalin.
Als politische Journalistin nahm Blesch an der Berliner Pressekonferenz, dem Vorläufer der Bundespressekonferenz, teil. Ein Foto von 1924 zeigt sie als einzige Frau unter rund 80 männlichen Hauptstadtkorrespondenten und Pressereferenten der Reichsregierung.

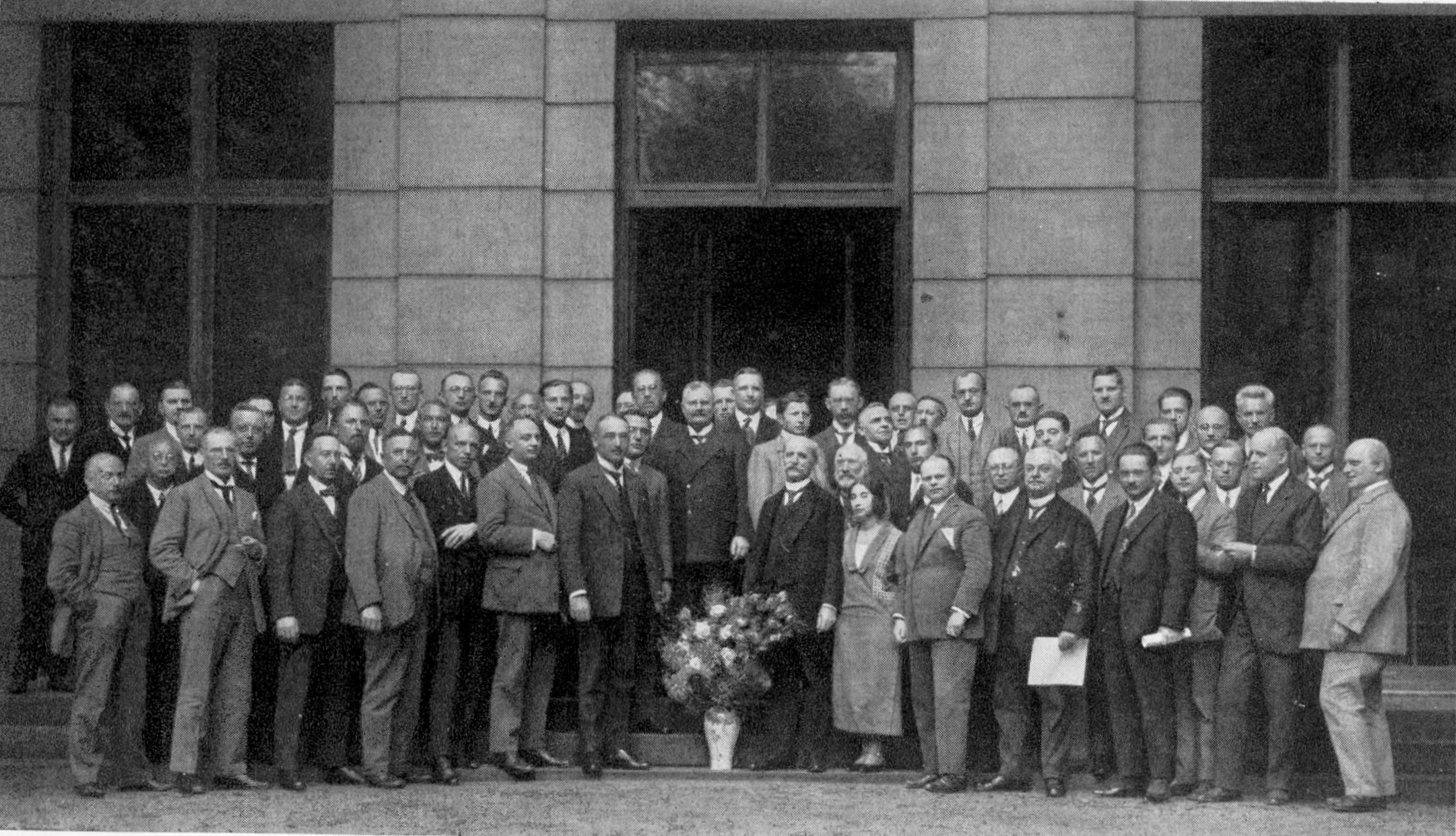
Josefine Blesch als einzige Frau unter vielen Männern: Journalisten und Pressereferenten der Reichsregierung vor dem Gartensaal des Ordenspalais am Wilhelmplatz zum zehnjährigen Gründungstag der Berliner Pressekonferenz, August 1924

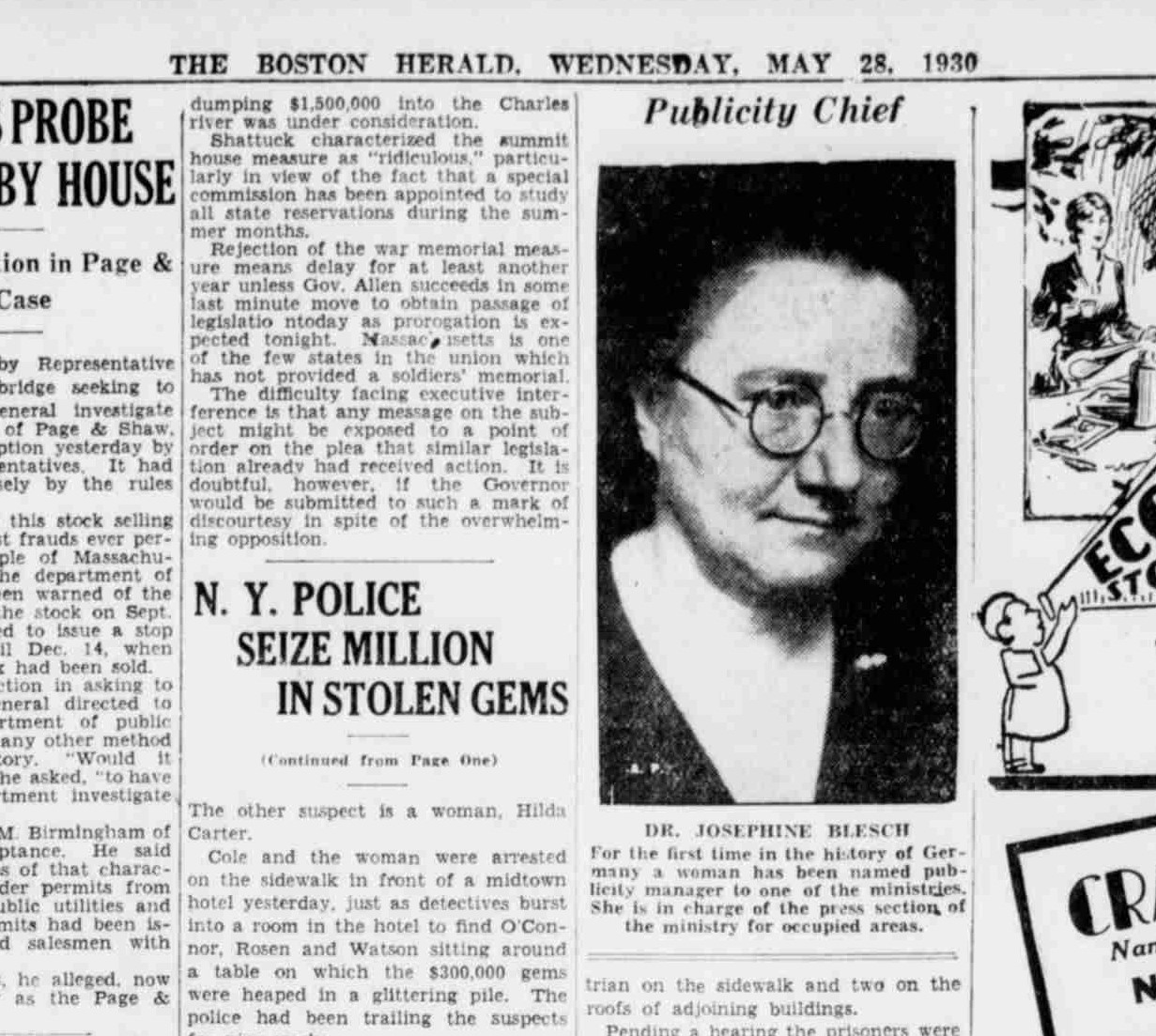
„Publicity Chief Dr. Josephine Blesch“ – der Boston Herald meldet die deutsche Personalie sogar mit einem Foto.

Sie wechselte jedoch bald die Seite und vertrat in der Pressekonferenz selbst als Sprecherin ein Regierungsressort. Wirth holte sie, als er selbst Minister wurde: Von April 1929 bis September 1930 war sie Pressereferentin im Reichsministerium für die besetzten Gebiete, das sich um das von Frankreich und Belgien besetzte Rheinland kümmerte. Dass Deutschland zum ersten Mal eine Frau als Pressebeauftragte eines Reichsministers berief, sorgte selbst im Ausland für Aufsehen; amerikanische Zeitungen druckten zu dieser Personalienmeldung ihr Foto ab.
Blesch diente bis zum Ende der Existenz dieses Ministeriums, das nach dem Abzug der Besatzungstruppen (Juni 1930) aufgelöst wurde, auch noch unter Wirths Nachfolger Gottfried Reinhold Treviranus (KVP). Blesch nahm an der Haager Reparationenkonferenz 1929/30 als Pressereferentin teil, leistete hinter den Kulissen aber auch als sachverständige Mitarbeiterin einen Beitrag. Ab Oktober 1930, also nach Auflösung des Ministeriums, wurde sie vom Auswärtigen Amt bis Juli 1937 als wissenschaftliche Mitarbeiterin der Abteilung Presse (P) beschäftigt. Im Anschluss unternahm sie Studienreisen. Ab September 1940 stellte sie das Amt wieder ein, zunächst bis 1941 in der Informationsabteilung, dann in der Archivkommission, zeitweise in Paris; ihr Dienstvertrag als wissenschaftliche Hilfsarbeiterin wurde aber Ende 1943 aufgelöst. Jedoch kam sie im April 1944 abermals im Amt unter, diesmal im Auslandsinformationsdienst, Informationsstelle IXa/Nordamerikadienst. So arbeitete Blesch bis Kriegsende weiter im Außenministerium, nach Fritz Sängers Worten „versteckt im Archiv“, oder in ähnlich unauffälligen Positionen.

### Nachkriegszeit und Bundesrepublik
Nach dem Krieg unterhielt die West-Berlinerin Blesch Beziehungen zu ranghohen Offizieren der Quasi-Regierung der Ost-Besatzungszone, SMAD. Sie engagierte sich als Mitarbeiterin des Berliner Politikers Jakob Kaiser (früher Zentrum) in den Gründungszirkeln der Christlich-Demokratischen Union in Berlin. Als Kaisers Mitarbeiter Georg Dertinger, Generalsekretär der Ost-CDU in der Sowjetischen Besatzungszone wurde, wirkte Blesch inoffiziell als außenpolitische Beraterin und Verbindungsfrau zu West-Politikern; das setzte sich fort, als Dertinger Abgeordneter der Volkskammer und erster DDR-Außenminister wurde. Als er in Ungnade fiel, wurde er bezichtigt, Blesch als „seine Agentin“ geführt zu haben, was er aber bestritt.
In den Fünfziger Jahren setzte sich die nun schon betagte Josephine Blesch parteiübergreifend für eine Politik der Entspannung ein. Sie führte eine umfangreiche Korrespondenz mit in- und ausländischen Politikern und Historikern.

### Würdigung
Bleschs Kollege in der Presseabteilung der Reichsregierung und des Auswärtigen Amts, Werner Stephan (DDP), bescheinigte ihr in seinen Memoiren für die Weimarer Zeit „politisches Wissen und starkes Temperament“ und meinte herablassend, sie „gehörte jedoch noch zu jener älteren Generation von Akademikerinnen, die durch Suffragettenstil gekennzeichnet waren“. Damit meinte er die Neigung zu polarisieren. In einem Nachruf schrieb der Journalist und SPD-Politiker Fritz Sänger (SPD), Blesch sei eine klare Denkerin mit großer Willenskraft gewesen, die energisch ihre Positionen einer vernunftgeleiteten Politik ohne Emotionen vertrat; „ihre Art, direkt und eindeutig auszusprechen, was gekannt und beachtet werden musste“, sei unverkennbar gewesen. Sänger nannte sie ein Vorbild. Blesch vertrat nach Meinung des Historikers Günther Wirth mit ihrer markanten Persönlichkeit vor allem eine außenpolitische „Kontinuität“ bestimmter inhaltlicher Vorstellungen zu Russland und zur Ostpolitik, Verständigungs- und Entspannungspolitik von den Zwanzigern Jahren bis zur Nachkriegszeit der Bundesrepublik.

## Veröffentlichungen (Auswahl)
- Josephine Blesch, Studien über Johannes Wit, genannt von Dörring und seine Denkwürdigkeiten (I.-III. Kapitel). Inaugural-Dissertation zur Erlangung der Doktorwürde Philosophische Fakultät Friedrich-Wilhelms-Universität zu Berlin. Verlagsbuchhandlung Dr. Walther Rothschild, Berlin, Leipzig 1916, GoogleBooks [abgerufen am 7. Oktober 2022]
- Josephine Blesch, Studien über Johannes Wit: genannt v. Dörring, und seine Denkwürdigkeiten, nebst einem Exkurs über die liberalen Strömungen von 1815–1819. In: Georg von Below, Heinrich Finke, Friedrich Meinecke (Hrsg.): Abhandlungen zur Mittleren und Neueren Geschichte. Band 68. Verlag für Recht und Gesellschaft, Basel 1917, GoogleBooks [abgerufen am 7. Oktober 2022].
- Josephine Blesch, Elsass-Lothringen und das Unrecht von 1871. Ernst Finkh, Basel 1918
- Josephine Blesch, Frankreichs Streben nach dem Rhein : Elsass-Lothringen und die deutsche und französische Politik seit dem 16. Jahrhundert. Ernst Finkh, Basel 1918
- Josephine Blesch, Russlands europäische Friedenspolitik, Deutsche Republik, Jg. 2, Heft 6, 11. November 1927, S. 166–168
- Josephine Blesch, Generalakte und Abrüstung o. O. 1932